# أوكتاين

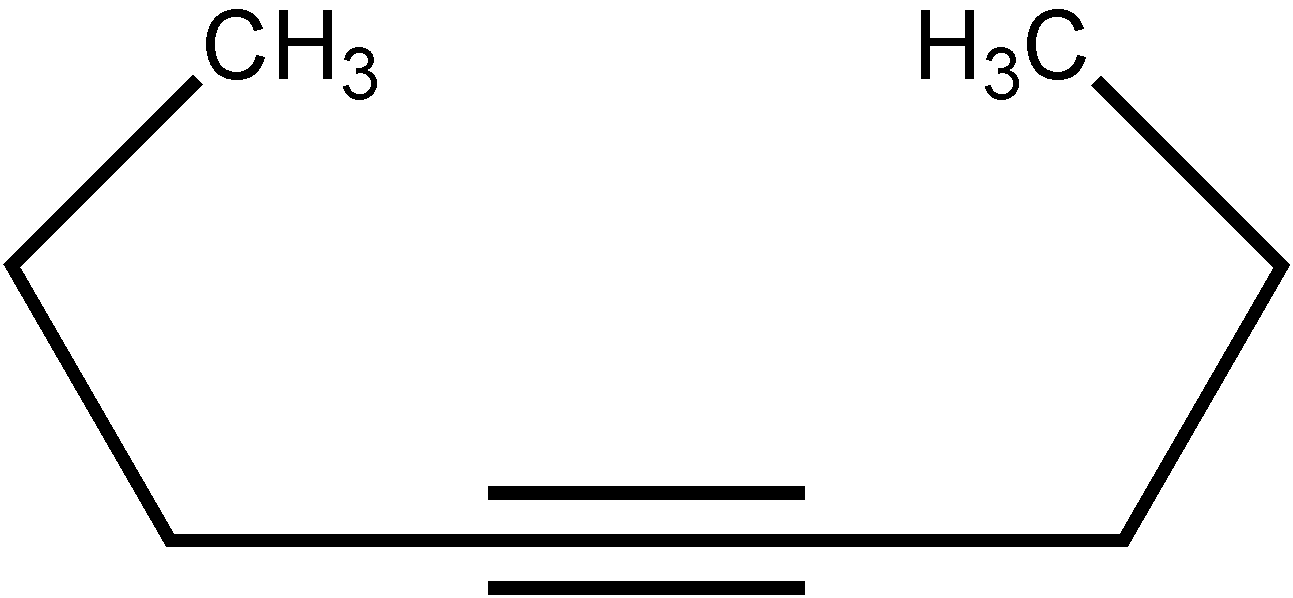
4-أوكتاين

مركبات الأوكتاين هي مركبات عضوية هيدروكربونية من الألكاينات تشترك بالصيغة الكيميائية المجملة C8H14؛ بالتالي فهي مركبات متصاوغة، ومن ضمنها:
- 1-أوكتاين
- 2-أوكتاين
- 3-أوكتاين
- 4-أوكتاين

وهي المصاوغات الخطية التي تختلف عن بعضها في موقع الرابطة الثلاثية على السلسلة الكربونية.